# Степашин, Сергей Вадимович
Серге́й Вади́мович Степа́шин (род. 2 марта 1952, Порт-Артур, Квантунская область) — российский государственный, политический и общественный деятель, экономист. Доктор юридических наук (1995), генерал-полковник (1998).
В 1999 году (с мая по август) возглавлял Правительство Российской Федерации. Второй и последний директор Федеральной службы контрразведки (ФСК) (1994—1995). Первый директор Федеральной службы безопасности (ФСБ) (1995). Министр юстиции Российской Федерации (1997—1998). Первый заместитель Председателя Правительства — Министр внутренних дел Российской Федерации (1998—1999). Председатель Правительства Российской Федерации (с мая по август 1999 года). Председатель Счётной палаты Российской Федерации (2000—2013).
C 2001 года Президент Российского книжного союза. Член совета директоров ОАО «РЖД». Председатель Ассоциации юристов России. С 2007 года — председатель Императорского православного палестинского общества. С 30 декабря 2013 года по 30 марта 2022 года возглавлял наблюдательный совет государственной корпорации — Фонда содействия реформированию жилищно-коммунального хозяйства. Распоряжением Правительства Российской Федерации от 31 марта 2022 года № 690-р назначен председателем попечительского совета публично-правовой компании «Фонд развития территорий». C 2017 является членом совета Некоммерческого партнёрства «Института внутренних аудиторов» в России.
Государственный советник юстиции РФ. Полный кавалер ордена «За заслуги перед Отечеством».

## Биография
Родился в семье офицера ВМФ СССР.
Отец — Вадим Дмитриевич Степашин служил в Порт-Артуре на военной базе ВМФ СССР. Окончил службу в звании капитан-лейтенанта. Скончался на 89 году жизни.
Мать — Людмила Сергеевна Степашина проживает в Санкт-Петербурге. Награждена медалью «За оборону Ленинграда», блокадница.

### Образование
- Высшее политическое училище МВД СССР имени 60-летия ВЛКСМ (Ленинград, 1969—1973)
- Военно-политическая академия имени В. И. Ленина заочно (1981)
- Адъюнктура Военно-политической академии имени В. И. Ленина (1983—1986)
- Аспирантура Ленинградского университета (1983—1985)
- Финансовая академия при Правительстве Российской Федерации (2002, заочно)

### Карьера
В 1973 году окончил военно-политический факультет Высшего политического училища (ВПУ) МВД СССР (с 1978 года — имени 60-летия ВЛКСМ). В 1973—1981 годах служил во Внутренних войсках МВД. В 1981—1992 годах преподавал в Высшем политическом училище МВД имени 60-летия ВЛКСМ. Защитил диссертацию на соискание степени кандидата исторических наук по теме «Партийное руководство противопожарными формированиями Ленинграда в годы Великой Отечественной войны» (1986). С 1987 по 1990 год — заместитель начальника кафедры истории КПСС.
В 1987—1990 годах неоднократно бывал в «горячих точках»: Баку, Фергане, Нагорном Карабахе, Сухуми. В 1990—1993 годах — народный депутат РСФСР от Красносельского территориального избирательного округа Ленинграда, член объединённой фракции Республиканской и Социал-демократической партий «Левый центр», возглавлял подкомитет Комитета Верховного Совета по делам инвалидов, ветеранов войны и труда, социальной защите военнослужащих и членов их семей. Председатель Комитета Верховного Совета по вопросам обороны и безопасности, член президиума Верховного Совета России (1991—1993).
В августе 1991 года Сергей Степашин выступил против действий Государственного комитета по чрезвычайному положению (ГКЧП) и поддержал президента России Бориса Ельцина. С 26 августа 1991 года возглавлял Государственную комиссию по расследованию деятельности КГБ и ГКЧП, созданную совместным указом Президентов СССР и РСФСР Михаила Горбачева и Бориса Ельцина. Итогом работы этой комиссии стал отчет в нескольких томах, который для широкой общественности остается тайной. Степашин заявил все же, что руководству КГБ принадлежит одна из ключевых ролей в подготовке и проведении августовских событий. Он сказал также, что подготовка велась, по крайней мере, с осени 1990 года. Комиссия воздержалась от публикации материалов, как говорил Степашин, по просьбе Генерального прокурора РСФСР Валентина Степанкова.
C ноября 1991 по январь 1992 — заместитель генерального директора Агентства федеральной безопасности РСФСР — начальник управления АФБ по Санкт-Петербургу и Ленинградской области.
С января по октябрь 1992 — заместитель министра безопасности РФ — начальник УМБ по Санкт-Петербургу и Ленинградской области.
Весной 1993 года был одним из 8 членов Верховного Совета, заявивших о своем осуждении спикера парламента Руслана Хасбулатова за неучет им итогов референдума, свидетельствовавших о поддержке избирателями президента Ельцина.
В сентябре 1993 года во время разгона Верховного Совета России участвовал в переговорах о «нулевом» варианте разрешения конфликта на стороне президента и правительства. С сентября по декабрь 1993 года — первый заместитель министра безопасности РФ.
С 21 декабря 1993 года по 3 марта 1994 года — первый заместитель директора Федеральной службы контрразведки.
С 3 марта 1994 по 30 июня 1995 — директор Федеральной службы контрразведки (c апреля 1995 — Федеральной службы безопасности) РФ. Входил в число руководителей операции по разоружению незаконных вооруженных формирований в Чечне в Первую чеченскую кампанию. В июне 1995 года после теракта в Будённовске Ставропольского края, когда террористы под руководством чеченского полевого командира Шамиля Басаева захватили больницу, принял решение уйти в отставку из-за неудачной операции по освобождению заложников. Указом Президента РФ был освобождён от занимаемой должности по собственной просьбе.
В 1994 защитил докторскую диссертацию «Теоретико-правовые аспекты обеспечения безопасности РФ».
10 ноября 1995 года назначен начальником административного департамента Аппарата Правительства РФ, курировал силовые структуры. Параллельно с этим занимал пост ответственного секретаря Государственной комиссии РФ по урегулированию кризиса в Чеченской Республике. В 1996—1998 годах — член Совета обороны РФ. С января 1997 г. — член рабочей группы по устранению разногласий, возникших в ходе разработки основных документов, удостоверяющих личность гражданина РФ на территории РФ. С марта 1997 года — член федеральной комиссии по проблемам Чечни. С мая 1998 г. — член Государственной комиссии по военному строительству.
С июля 1997 по март 1998 года — министр юстиции РФ. 28 апреля 1998 года назначен министром внутренних дел РФ в правительстве Сергея Кириенко. С 11 сентября 1998 года продолжил работу в правительстве Евгения Примакова.
27 апреля 1999 года назначен первым заместителем председателя Правительства РФ, сохранив за собой пост министра внутренних дел РФ.

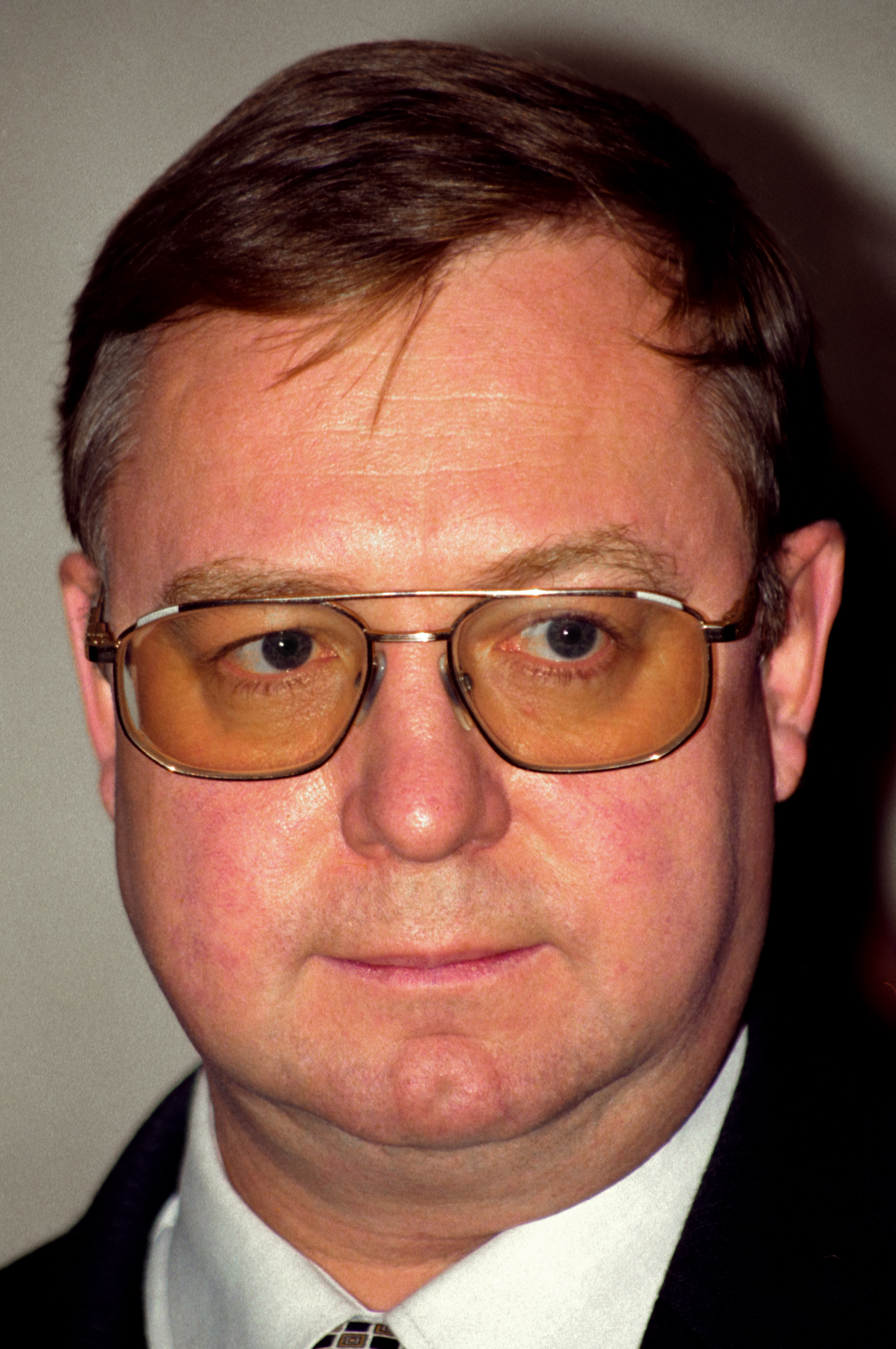
Сергей Степашин в 1999 году

12 мая 1999 года назначен исполняющим обязанности председателя Правительства РФ. С 19 мая по 9 августа 1999 года — председатель Правительства РФ. Его фигура рассматривалась в качестве преемника Ельцина, на что указывали намёки со стороны «семьи». Также за его кандидатуру ратовал Анатолий Чубайс.
После отставки с должности председателя Правительства у него состоялась встреча с новым премьер-министром Путиным и с Борисом Ельциным, где ему был предложен пост секретаря Совета безопасности, но предложение не было принято.
Сформированное им правительство осталось без кадровых изменений при следующем председателе Правительства Владимире Путине и в значительной части при Михаиле Касьянове. 19 декабря 1999 г. избран депутатом Государственной Думы Федерального Собрания РФ по 209-му Северному округу Санкт-Петербурга от избирательного объединения «Яблоко». Изначально была попытка создать предвыборный политический блок, в который бы, помимо Степашина, вошли Кириенко, Немцов и Рыжков, но это не удалось в связи с внутренним конфликтом. Присоединиться к «Яблоку» Сергею Степашину предложил Григорий Явлинский, однако в процессе предвыборной кампании Степашин был не согласен с его высказываниями и заявил, что поддерживать на предстоящих президентских выборах будет Владимира Путина, а не Явлинского. Он рассчитывал преобразовать «Яблоко», по его словам, в «настоящую социал-демократическую партию интеллектуалов», но из-за большого самомнения Явлинского этого не произошло.
В 2000 году должен был участвовать в выборах Губернатора Санкт-Петербурга от «Яблока», о чём заявлял в сентябре 1999 года союзникам по партии и премьер-министру Владимиру Путину, но передумал. Согласно опросам, был единственным, кто мог победить Владимира Яковлева.
23 февраля 2000 года был избран председателем постоянной Комиссии Государственной Думы по борьбе с коррупцией. Полномочия депутата Государственной Думы в связи с назначением на пост председателя Счётной палаты РФ были досрочно прекращены 26 апреля 2000 года.
С 19 апреля 2000 по 20 сентября 2013 — председатель Счётной палаты РФ. Свою работу характеризует так: «Мы сделали новую палату, по сути дела, самую европейскую из всех европейских». Большой резонанс в обществе имел проведенный Счетной палатой РФ под руководством Сергея Степашина анализ процессов приватизации государственной собственности в РФ за период 1993—2003 года. В докладе, опубликованном в 2004 году, содержались данные о грубых нарушениях экономических интересов государства в ходе проведенной приватизации.
Член Совета Безопасности РФ в 1994—1995, 1997—1998 годах. В 1999 году — постоянный член Совета Безопасности РФ. 1996—1998 — член Совета обороны РФ.

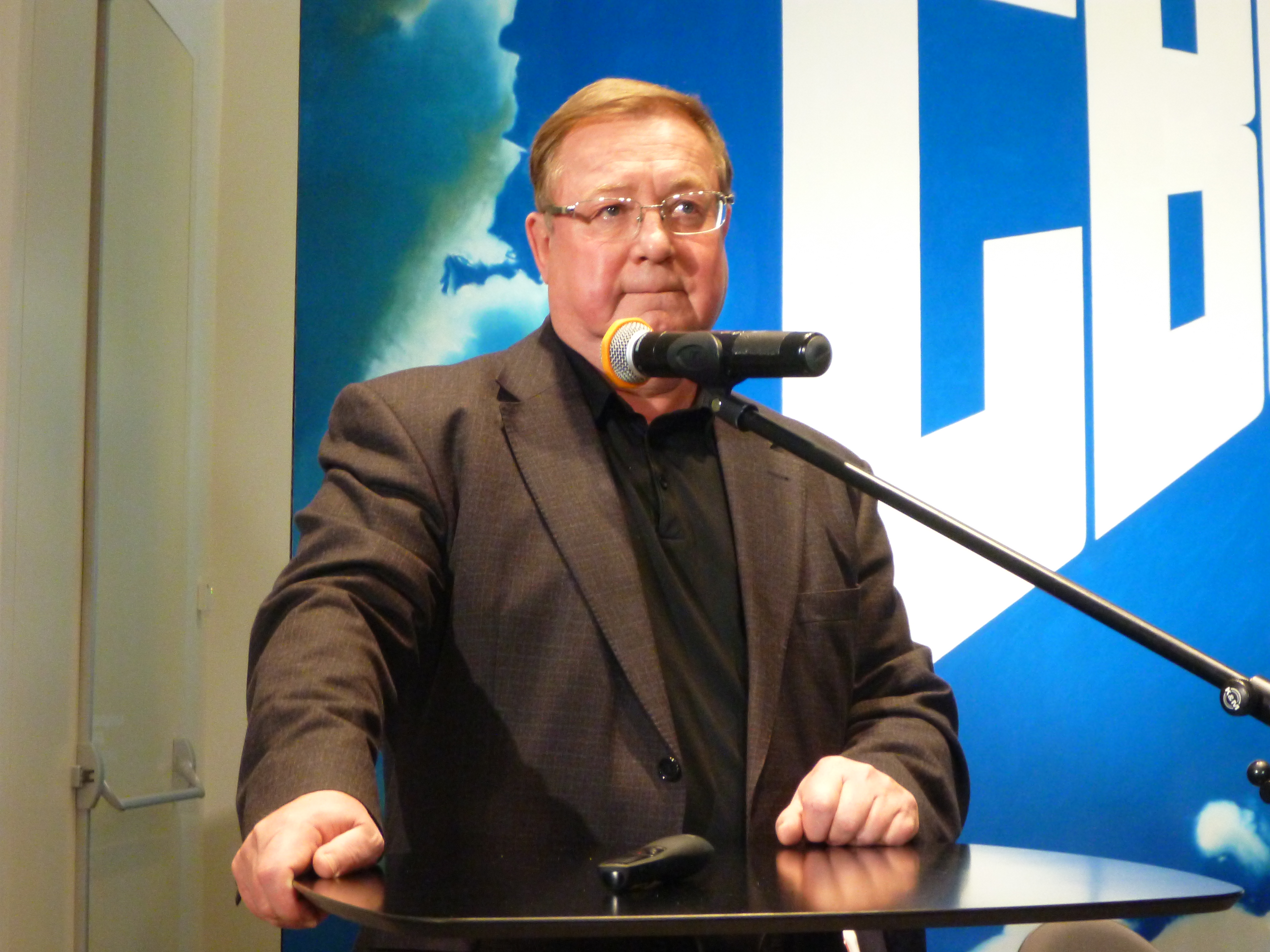
Степашин в Ельцин-центре. 9 декабря 2019 года

В мае 2008 года баллотировался на вакансию члена-корреспондента Отделения общественных наук Российской академии наук (РАН). Выборы сопровождались громким скандалом: помимо С. В. Степашина, в списке соискателей оказалось больше десятка чиновников и предпринимателей, таких как Андрей Белоусов, Гарегин Тосунян и других. Академики сочли, что высокая доля VIP их дискредитирует, и отвергли соискателей уже на этапе научных секций. В 2013 году вновь баллотировался в члены-корреспонденты РАН, однако выборы не проводились в связи с реформой государственных академий наук.
В «Ельцин-центре» в одном из залов висят портреты тех, кого Борис Ельцин рассматривал в качестве своего преемника: Борис Фёдоров, Владимир Путин, Борис Немцов и Сергей Степашин.

## Семья
- Жена — Тамара Владимировна Степашина (род. 1953), заслуженный экономист РФ[39][40]. Дочь Героя Советского Союза Владимира Игнатьева (1920—1988)[41][42]. В её собственности находился пакет акций «Промышленно-строительного банка» оценочной стоимостью в 30 млн $[43]. В 2005 году пакет был продан государственному банку «ВТБ»[44] одновременно с назначением Тамары Степашиной его старшим вице-президентом[45].
- Сын — Владимир Сергеевич Степашин (род. 1975)[5], в 1998 году окончил Санкт-Петербургский государственный университет экономики и финансов (ФИНЭК). Кандидат наук, занимается бизнесом.
  - Внучка Аня — школьница[46].

### Увлечения
Был болельщиком футбольного клуба «Зенит».

## Общественная деятельность
- Президент Российского книжного союза (с 2001 года).
- Председатель Ассоциации юристов России (с 3 декабря 2021 года, до этого был сопредседателем АЮР).
- Президент Европейской организации высших органов финансового контроля (2002—2005).
- Председатель Императорского Православного Палестинского Общества (ИППО) с 2007 г.
- Член Исполкома Российского Футбольного Союза.
- Член Совета директоров футбольного клуба «Динамо» Москва.
- Председатель Попечительского совета московского театра «EtCetera».
- Член редакционного совета всероссийского научного журнала «Вопросы правоведения».
- С апреля 2006 г. — член, с мая 2008 г. — председатель редакционного совета общественно-политического журнала «Союзное государство».
- Президент Европейской организации высших органов финансового контроля (2002—2005).
- Председатель Ассоциации контрольно-счётных органов России.
- Член Совета директоров РАО «РЖД»
- Совет директоров ЗАО «Межгосударственная компания „СоюзНефтеГаз“»
- Член Коллегии Министерства культуры РФ
- Член Общественного Совета Россотрудничества
- Председатель Попечительского Комитета Межрелигиозного Совета России
- Председатель оргкомитета фестиваля «Россия — Греция. Вместе сквозь века».

## Санкции
19 октября 2022 года, на фоне вторжения России на Украину, включён в санкционный список Украины как руководитель компании вовлечённой в поддержку действий которые подрывают или угрожают территориальной целостности и независимости Украины, кроме того он «лично подписался под заявлением „Ассоциации юристов России“» о поддержке нападения на Украину.
19 мая 2023 года Степашин попал под санкции Великобритании «поскольку он работает в качестве директора или приравненного к нему лица, которое ведёт бизнес в секторе, имеющем стратегическое значение для Правительства России».

## Награды и звания

#### Награды СССР и Российской Федерации
- орден «За заслуги перед Отечеством» I степени (21 февраля 2022 года) — за заслуги перед государством и многолетнюю добросовестную работу[51];
- орден «За заслуги перед Отечеством» II степени (2 марта 2007 года) — за большой вклад в укрепление и развитие государственного финансового контроля и многолетнюю добросовестную работу[52];
- орден «За заслуги перед Отечеством» III степени (2 марта 2002 года) — за большие заслуги в укреплении российской государственности и многолетнюю добросовестную службу[53];
- орден «За заслуги перед Отечеством» IV степени (28 февраля 2012 года) — за заслуги перед государством и плодотворную общественную деятельность[54];
- орден Александра Невского (2014 год)[55];
- орден Мужества (28 декабря 1998 года) — за большой личный вклад в укрепление законности и правопорядка, проявленные при этом мужество и самоотверженность[56];
- медаль «За отличную службу по охране общественного порядка»;
- медали «За отличие в воинской службе» I и II степени;
- медаль «300 лет Российскому флоту»;
- медаль «В память 850-летия Москвы» (1997 год);
- медаль «В память 300-летия Санкт-Петербурга» (2003 год);
- медаль «В память 1000-летия Казани» (2005 год);
- медаль «50 лет Вооружённых Сил СССР»;
- медаль «60 лет Вооружённых Сил СССР»;
- медаль «70 лет Вооружённых Сил СССР»;
- медаль Столыпина П. А. I степени (2 марта 2017 года) — за многолетнюю плодотворную государственную деятельность[57];
- медаль Столыпина П. А. II степени (13 марта 2012 года) — за большой вклад в решение стратегических задач социально-экономического развития страны и многолетнюю безупречную государственную службу[58];
- медали «За безупречную службу» I, II и III степени;
- медаль «За вклад в укрепление правопорядка»;
- медаль «За укрепление боевого содружества» (Минобороны России);
- медаль «200 лет Министерству обороны»;
- медаль «200 лет МВД России»;
- медаль «В память 200-летия Минюста России»;
- медаль «За верность долгу» (ГФС);
- благодарность президента Российской Федерации (14 июня 1997 года) — за активное участие в подготовке и проведении благотворительной акции для детей военнослужащих, погибших в вооружённых конфликтах и чрезвычайных ситуациях[59];
- благодарность президента Российской Федерации (14 августа 1995 года) — за активное участие в подготовке и проведении празднования 50-летия Победы в Великой Отечественной войне 1941—1945 годов[60];
- почётная грамота Правительства Российской Федерации (2 октября 2006 года) — за большой личный вклад в развитие и укрепление системы государственного финансового контроля, повышение эффективности использования средств федерального бюджета[61];
- почётный знак Государственной Думы Федерального Собрания Российской Федерации «За заслуги в развитии парламентаризма» (2006 год)[62];
- Орден «Содружество» (Совет Межпарламентской Ассамблеи государств — участников Содружества Независимых Государств, 25 марта 2002 года) — за активное участие в деятельности Межпарламентской Ассамблеи и её органов, вклад в укрепление дружбы между народами государств — участников Содружества[63].

#### Награды иностранных государств
- орден «За дипломатические заслуги» (Республика Корея, 2004 год)[64];
- орден «За заслуги» II степени (Украина, 2 марта 2012 года) — за значительный личный вклад в развитие украинско-российских межгосударственных отношений[65];
- орден Почёта (Армения, 25 февраля 2017 года) — за значительный вклад в углубление федерального сотрудничества между Республикой Армения и Российской Федерацией, а также в укрепление и развитие армяно-российских дружественных отношений[66];
- командор ордена Почётного легиона (Франция);
- командор 1 класса ордена Полярной звезды (Швеция)[67];
- орден Звезды Иерусалима (Палестинская национальная администрация, 2014 год)[68].
- орден Дружбы (Южная Осетия, 24 августа 2015 года) — за большой личный в развитие и укрепление отношений дружбы и сотрудничества между народами Республики Южная Осетия и Российской Федерации и активную общественно-политическую деятельность[69]

#### Конфессиональные награды
- орден Славы и Чести I степени (РПЦ, 2012 год) — во внимание к трудам на благо Русской Православной Церкви и в связи с 60-летием со дня рождения[70];
- орден Преподобного Серафима Саровского I степени (РПЦ, 2009 год) — во внимание к трудам по восстановлению вольского собора[71];
- орден Преподобного Серафима Саровского II степени (РПЦ, 2006 год) — за вклад в восстановление Спасо-Преображенского монастыря г. Мурома[72];
- Патриарший знак «700-летие преподобного Сергия Радонежского» (РПЦ, 2014 года)[73];
- орден Святого благоверного князя Даниила Московского III степени (РПЦ, 2 марта 2017 года)[74];
- юбилейная медаль «В память 1000-летия преставления равноапостольного великого князя Владимира» (РПЦ, 2017 год)[75].
- орден Святого благоверного князя Александра Невского II степени (2022) — во внимание к помощи Русской православной церкви и в связи с 70-летием со дня рождения[76].
- Медаль Священномученика Амфилохия, епископа Красноярского I степени (Красноярская епархия Русской Православной Церкви, 2022)[77].
- Орден «Вера и честь» (Центральное духовное управление мусульман России, 15 ноября 2022 года)[78]

#### Общественные и региональные награды
- императорский орден Святой Анны I степени (Российский императорский дом, 4 июня 2012 г.) — за большие заслуги в укреплении российской государственности, во внимание к трудам на благо Русской Православной Церкви, в ознаменование 130-летия Императорского православного палестинского общества[79];
- орден Святителя Николая Чудотворца I степени (Российский императорский дом, 15 июля 2002 г.)[80];
- медаль «За жертвенное служение» (Общественное движение «Россия православная», 25 мая 2004 г.)[81];
- орден Ивана Калиты (Московская область, 31 августа 2012 г.) — за многолетнюю плодотворную деятельность, высокий профессионализм и большой вклад в развитие Московской области[82];
- орден Кадырова (Чечня, 24 мая 2007 г.) — за заслуги в деле защиты интересов Отечества, связанные с развитием государственности, большой вклад в восстановление социально-экономической сферы Чеченской Республики[83][84];
- орден «За заслуги» (Ингушетия, 15 января 2010 г.) — за заслуги перед народом Республики Ингушетия в укреплении государственного финансового контроля и многолетнюю добросовестную работу[85];
- орден святой равноапостольной Нины — просветительницы Грузии IV степени (Общество русско-грузинской дружбы «Дзалиса», 2017 год)[86].
- Памятный знак «350 лет Петру Великому» (Санкт-Петербург, 2022 год)[87].
- Благодарность Законодательного Собрания Санкт-Петербурга (27 февраля 2019 года) — за выдающиеся личные заслуги в развитии государственного управления, образования и культуры[88]
- Медаль «За заслуги перед обществом» (Общественная палата Российской Федерации, 2023 год)[89]

#### Почётные звания
- почётный доктор Дипломатической академии МИД России (25 октября 2011 года)[90];
- почётный гражданин Палестинской национальной автономии (январь 2012) — за большой вклад в развитие и укрепление российско-палестинских отношений[91];
- лауреат премии Людвига Нобеля (2016 год) — за выдающиеся достижения в профессиональной сфере[92]
- почётный гражданин Мурома (2006 год)[72];
- почётный гражданин города Собинка Владимирской области;
- почётный гражданин Волгоградской области[93];
- лауреат национальной премии «Лучшие книги и издательства года — 2013» (2014; за развитие книгоиздательского дела)[94];
- лауреат национальной юридической премии имени Гавриила Державина (25 Марта 2016 г.) — за значительный вклад в совершенствование юриспруденции и правовой культуры в России, правовое просвещение граждан и обеспечение их конституционных прав[95];
- почётный доктор Казанского университета (26 апреля 2017 года)[96];
- почётный доктор Российского государственного социального университета (январь 2006)[97];
- почётный профессор Московского государственного юридического университета имени О. Е. Кутафина (МГЮА) (28 июня 2021 года)[98].
- знак Почётный железнодорожник (17 февраля 2022 год)[99].
- почётный член Российской академии художеств (2022 год)[100].

## Основные работы
- Степашин С. В. Безопасность человека и общества (политико-правовые вопросы). — СПб., 1994.
- Степашин С. В. Теоретико-правовые аспекты обеспечения безопасности Российской Федерации. — СПб., 1994.
- Степашин С. В. Государственность как феномен и объект типологии: теоретико-методологический анализ. — СПБ., 2001.
- Степашин С. В. Комментарий к Уголовно-исполнительному кодексу Российской Федерации. 2001.
- Степашин С. В. Военно-техническое сотрудничество России на рубеже веков. 2002.
- Степашин С. В. Стратегия в трудах военных классиков. 2003.
- Степашин С. В. Анализ процессов приватизации государственной собственности в Российской Федерации за период 1993—2003 годы. 2005.
- Степашин С. В. Конституционный аудит. 2006.
- Степашин С. В. Государственный аудит и экономика будущего. 2008.
- Степашин С. В. Государство, государственное управление, государственный аудит (сущность явлений и механизмы их реализаций). Ижевск., 2012.
- Степашин С. В. Общественный аудит. Может ли общество контролировать бюрократию? (в печати). 2013.